# Colorful Stage! The Movie: A Miku Who Can't Sing
Colorful Stage! The Movie: A Miku Who Can't Sing (japanska: 劇場版プロジェクトセカイ 壊れたセカイと歌えないミク, Gekijōban Purojekuto Sekai: Kowareta Sekai to Utaenai Miku) är en japansk animerad musikdramafilm från 2025 baserad på mobilspelet Hatsune Miku: Colorful Stage! utvecklad av Colorful Palette och publicerad av Sega. Producerad av P.A. Works och distribueras av Shochiku, filmen är regisserad av Hiroyuki Hata och skriven av Yoko Yonaiyama. Det är den första långfilmen baserad på karaktären Hatsune Miku.

## Handling
Hatsune Miku: Colorful Stage! äger rum i Shibuya. Den berättar historien om 20 tonåringar som upptäckte existensen av Sekai, en alternativ värld gjord av en persons känslor. Varje Sekai är upptagen med vad som i den verkliga världen är känt som Virtual Singers: Hatsune Miku, Kagamine Rin & Len, Megurine Luka, Meiko och Kaito.
Filmen berättar en originell historia där de möter en Miku som ser annorlunda ut än deras respektive Sekais Miku. Hon erkänner att det finns människor hon vill nå, men hur mycket hon än sjunger, hennes röst kan inte nå dem. Miku tror att genom att veta mer om människor som känner till Sekai kommer hon att kunna nå dessa människor.